# Катетер Фолея

Схема катетера Фолея

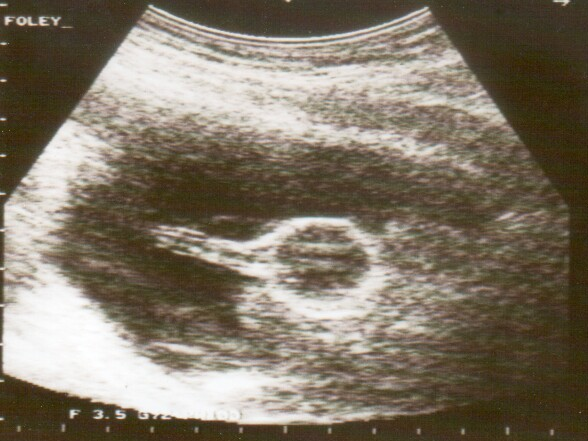
Ультразвукове зображення катетера Фолея

В урології катетер Фолея (названий на честь Фредеріка Фолі, який розробив оригінальну конструкцію в 1929 році) — це гнучка трубка, яку лікар пропускає через уретру в сечовий міхур для відтоку сечі. Це найпоширеніший тип постійного сечового катетера.
Трубка має два розділених канали, або пр́освіти (sg. lumen), що проходять по її довжині. Один просвіт, відкритий з обох кінців для відведення сечі (наприклад у в збірний мішок). Інший має клапан на зовнішньому кінці та з'єднується з балоном на внутрішньому кінчику. Повітряна куля надувається рідиною (наприклад стерильною водою), коли вона розташована всередині сечового міхура, щоб не дати вислизнути катетеру. Виробники зазвичай виготовляють катетери Фолея з використанням силікону або натурального латексу з покриттям.  Покриття включають політетрафторетилен, гідрогель або кремнієвий еластомер — різні властивості цих поверхневих покриттів визначають тривалість перебування катетера у міхурі: 28 днів або 3 місяці.

Розріз дистального кінця катетера Фолея. На зображенні видно розрив балона, просвіт балона та просвіт головного дренажу.

Катетери Фолея слід використовувати лише за показаннями, оскільки використання підвищує ризик катетер-асоційованої інфекції сечовивідних шляхів (ІСШ, англ. UTI) та інших побічних ефектів. Хоча жіноча стать, як правило, вважається фактором ризику ІСШ, відмінності в біологічній статі зменшуються або навіть зникають під час носіння катетерів.

## Історія
Назва походить від імені дизайнера Фредеріка Фолі, хірурга, який працював у Бостоні, штат Массачусетс, у 1930-х роках. Його оригінальний дизайн був прийнятий CR Bard, Inc. з Murray Hill, Нью-Джерсі, який виготовив перші прототипи та назвав їх на честь хірурга. 

## Типи
Катетери Фолея бувають декількох видів:
- Катетери Coudé (французьке — ліктьовий, інколи «свинячий хвостик») мають кінчик зігнутий під кутом 45°, що полегшує проходження через збільшену простату.
- Катетери з наконечником Councill[4] мають невеликий отвір на кінчику, щоб їх можна було провести через дріт.
- Триходові або трипросвітні катетери мають третій канал, який використовується для інфузії стерильного фізіологічного розчину або іншого іригаційного розчину. Вони використовуються в основному після операції на сечовому міхурі або передміхуровій залозі для вимивання крові та тромбів.

## Розміри
Відносний розмір катетера Фолея описується за допомогою французьких одиниць(F або Fr). Крім того, розмір катетера 10 F можна виразити як 10 Ch (одиниці Шар'єра — названі на честь французького виробника наукових приладів XIX століття Жозефа-Фредеріка-Бенуа Шар'єра). Найбільш поширені розміри від 10 °F до 28 °F. 1 °F еквівалентний 0,33 мм = 0,013" = 1/77" діаметра. Катетери Фолея зазвичай мають кольорове кодування за розміром із суцільною кольоровою смужкою на зовнішньому кінці трубки для надування балона, що дозволяє легко визначити розмір. Примітка: кольори для французьких розмірів 5, 6, 8, 10 можуть суттєво відрізнятися, якщо вони призначені для педіатричних пацієнтів. Колір для французького розміру 26 також може бути рожевим замість чорного.
| колір | колір         | французькі підрозділи | мм  |
| ----- | ------------- | --------------------- | --- |
|       | Жовто-зелений | 6                     | 2.0 |
|       | Волошка синя  | 8                     | 2.7 |
|       | чорний        | 10                    | 3.3 |
|       | Білий         | 12                    | 4.0 |
|       | Зелений       | 14                    | 4.7 |
|       | Помаранчевий  | 16                    | 5.3 |
|       | Червоний      | 18                    | 6.0 |
|       | Жовтий        | 20                    | 6.7 |
|       | Фіолетовий    | 22                    | 7.3 |
|       | Синій         | 24                    | 8.0 |
|       | чорний        | 26                    | 8.7 |

## Медичне використання

### Сечовивідні шляхи
Постійні сечові катетери найчастіше використовуються для надання допомоги людям, які не можуть мочитися самостійно. Показання до використання катетера включають надання полегшення при затримці сечі, моніторинг виділення сечі у важкохворих людей, контроль сечовипускання під час операції та надання допомоги в кінці життя(End-of-life care).
Катетери Фолея застосовуються в таких випадках:
- Пацієнти, які перебувають під наркозом або седацією для операції або іншої медичної допомоги
- У коматозних пацієнтів
- У деяких пацієнтів з нетриманням сечі
- Для пацієнтів, у яких простата збільшена до такої міри, що відтік сечі з сечового міхура припиняється
- У пацієнтів з гострою затримкою сечі
- Для пацієнтів, які через параліч або фізичну травму не можуть користуватися стандартними туалетними пристроями або пісуарами
- Після операцій на уретрі
- Після уретеректомії
- Для пацієнтів із захворюваннями нирок, у яких необхідно постійно й точно вимірювати діурез
- До і після кесаревого розтину
- До і після гістеректомії
- У пацієнтів, які перенесли травму статевих органів
- Для пацієнтів з анорексією, які не можуть користуватися стандартними туалетами через фізичну слабкість і у яких необхідно постійно вимірювати виділення сечі.
- Для пацієнтів з фіброміалгією, які не можуть контролювати свій сечовий міхур
- Пацієнтам із серйозними пошкодженнями та/або розладами шкіри

### Шийка матки
Катетер Фолея також можна використовувати для дозрівання шийки матки під час індукції пологів. Якщо використовується з цією метою, процедура називається екстраамніотичним вливанням фізіологічного розчину. Під час цієї процедури балон вставляється за стінку шийки матки та надувається, наприклад, 30-80 мл фізіологічного розчину. Довжину катетера, що залишилася, злегка натягують і приклеюють до внутрішньої сторони ноги. Надутий балон чинить тиск на шийку матки, як це робила б голова дитини перед пологами, викликаючи її розширення. У міру того, як шийка матки з часом розширюється, катетер знову регулюють, щоб він знову був злегка натягнутим, і знову закріплюють стрічку для підтримки тиску. Коли шийка матки достатньо розширена, катетер випадає.

### Інше
Вони також використовуються у випадках сильної носової кровотечі, щоб блокувати кров, що вільно тече по носовому проходу в рот. Катетери Фолея також використовуються в абдомінальній хірургії.

## Протипоказання
Постійні сечові катетери не слід використовувати для спостереження за стабільними людьми, які можуть мочитися, або для зручності пацієнта чи персоналу лікарні. Єдиним абсолютним протипоказанням до встановлення сечового катетера є травма уретри. Результати обстеження, такі як кров у уретральному проході або висока простата, вимагають ретроградної уретрограми перед введенням.
У Сполучених Штатах катетер-асоційована інфекція сечовивідних шляхів є найпоширенішим типом внутрішньолікарняної інфекції. У той час як ІСШ зазвичай частіше зустрічаються серед жінок, фактор ризику, пов'язаний з анатомією, зменшується під час носіння катетерів, деякі дослідження навіть не показують значних відмінностей між статтю. Слід уникати використання постійних катетерів, якщо є альтернативи, і коли пацієнти та особи, які доглядають за ними, обговорюють альтернативи постійним сечовим катетерам зі своїми лікарями та медсестрами, іноді можна знайти альтернативу. Лікарі можуть скоротити використання постійних сечових катетерів, якщо вони дотримуватимуться вказівок із використання, заснованих на доказах, наприклад, опублікованих Центрами контролю та профілактики захворювань.

## Побічні ефекти
Катетеризовані сечові міхури колонізуються мікроорганізмами дуже швидко, з щоденною частотою 3-10 %; через чотири дні у 10-30 % пацієнтів розвивається бактеріурія. У той час як наявність катетера дійсно збільшує частоту інфекцій кровотоку, вторинних по відношенню до сечового походження, існує величезна кількість непотрібних і, ймовірно, шкідливих антимікробних призначень на основі виявлення безсимптомної бактеріурії. Промисловість переходить на катетери зі срібним покриттям, намагаючись зменшити захворюваність на інфекції сечовивідних шляхів, хоча є обмежені докази ефективності. Додаткова проблема полягає в тому, що катетери Фолея мають тенденцію з часом покриватися біоплівкою, яка може перешкоджати дренуванню. Це збільшує кількість застояної сечі, що залишається в сечовому міхурі, що ще більше сприяє інфекціям сечовивідних шляхів. Коли катетер Фолея забивається, його необхідно промити або замінити. Наразі недостатньо адекватних доказів, щоб зробити висновок про користь чи шкоду промивання.
Існує кілька ризиків при використанні катетера Фолея (або катетерів загалом), зокрема:
- Балон може розірватися, коли лікар вставлятиме катетер. У цьому випадку необхідно видалити всі фрагменти балона.
- Повітряна куля може не надуватися після того, як вона буде на місці. У деяких установах медичний працівник перевіряє надування балона перед тим, як ввести катетер в уретру. Якщо балон все ще не надувається після розміщення в сечовому міхурі, його викидають і замінюють.
- Сеча перестає надходити в мішок. Лікар перевіряє правильність розташування катетера та мішка чи наявність перешкод для потоку сечі в трубці катетера.
- Відтік сечі заблокований. Катетер Фолея необхідно викинути та замінити.
- Уретра починає кровоточити. Лікар стежить за кровотечею.
- При катетеризації в сечовий міхур потрапляє інфекція. Ризик інфекції сечового міхура або сечовивідних шляхів зростає з кількістю днів, протягом яких катетер знаходиться на місці.
- Якщо балон відкрити до повного введення катетера Фолея в сечовий міхур, може виникнути кровотеча, пошкодження і навіть розрив уретри. У деяких людей виникають довготривалі постійні рубці та стриктури уретри.[12]
- Можуть поставлятися дефектні катетери, які ламаються на місці. Найбільш поширені переломи виникають біля дистального кінця або на балоні.
- Пацієнти можуть витягувати катетери, коли балон ще надутий, що призводить до серйозних ускладнень або навіть смерті. Це може статися, коли пацієнти мають розумові відхилення (наприклад, у них хвороба Альцгеймера) або перебувають у психічно зміненому стані (наприклад, вони виходять з операції).